# أسامة بن بوط
أسامة بن بوط هو لاعب كرة قدم جزائري من مواليد 11 أكتوبر 1994، يلعب حاليا في نادي إتحاد الجزائر.

## روابط خارجية
- أسامة بن بوط على موقع قاعدة بيانات كرة القدم.إي يو (الإنجليزية)
- أسامة بن بوط على موقع Soccerway.com (الإنجليزية)